# Sister Bliss
Sister Bliss, vlastním jménem Ayalah Deborah Bentovim (* 30. prosince 1971, Londýn, Spojené království) je britská hudebnice, pianistka, klávesistka, producentka, DJ, skladatelka a autorka textů. Ve studiu je nejlépe známá svou spolupráci s Rollo Armstrongem, částečně jako členka v současnosti zaniklé taneční skupiny Faithless.
Hudbě se začala věnovat ve věku pěti let, kdy se naučila hrát na piano. Později přesunula svůj zájem k houslím, saxofonu a naposledy k basové kytaře. Je dcerou zakladatele Atarah's Band Atarah Ben-Tovim.
V roce 1995 spolu s Rollem, Jamie Cattem a Maxi Jazzem založili skupinu Faithless. Většinu hudby sama vytvořila, ale také nahrála stopy piana, houslí, saxofonu a basové kytary. V průběhu let bylo členy či spolupracovníky Fithless mnoho dalších umělců včetně Zoë Johnston. Rollova sestra Dido začala svou hudební kariéru jako doprovodná zpěvačka této skupiny. V roce 2001 vydala kompilaci pojmenovanou Headliners: 02. 10. září 2006 porodila syna jménem Nate. Jemu je také věnována píseň "Nate's Tune" na albu Faithless To All New Arrivals. Později Faithless založili vlastní nahrávací společnost pojmenovanou Nate's Tunes.
14. července 2008 vydala album Nightmoves.

## Diskografie

### Alba
- 2001: Headliners: 02
- 2008: Nightmoves

### Singly
- 1993: "Future Pulse / The Future Is Now"
- 1994: "Cantgetaman, Cantgetajob (Life's a Bitch!)"
- 1995: "Oh! What a World"
- 1996: "Bad Man"
- 2000: "Sister Sister"
- 2001: "Deliver Me" (feat. John Martyn)
- 2014: "Dancing Home"